# Johannes Bünderlin
Johannes Bünderlin (auch Johannes Wunderle, Hans Wynnderl, Hans Fischer, Hans Vischer; * wohl um 1498/1499; † nach 1539) war ein österreichischer Theologe. Er wandte sich vom katholischen Glauben ab und der Reformation zu. Später schloss er sich der Täuferbewegung an. Schließlich trennte er sich von den Täufern und entwickelte eine eigene spiritualistische Lehre.

## Leben
Bünderlin stammte aus St. Peter bei Linz. Er wurde wohl um 1498/1499 geboren. Den Namen Fischer oder Vischer trug er nach dem Beruf seines Vaters. Über seine Jugend ist nichts bekannt. Vermutlich besuchte er die Lateinschule seines Heimatorts. Am 19. September 1515 wurde er an der Universität Wien als Hörer in die Artistenfakultät aufgenommen. Dort schloss er das Studium der artes liberales mit dem Erwerb des Grades eines Baccalaureus ab, wobei er im Dezember 1518 um Stundung der Prüfungsgebühr nachsuchen musste; die Befreiung von der Gebühr wurde am 3. Januar 1519 genehmigt. Anschließend wirkte Bünderlin wohl in Oberösterreich als katholischer Priester. In der Folgezeit trat er jedoch zur Reformation über. Um 1526 stand er als Schreiber im Dienst des protestantischen Adligen Bartholomäus von Starhemberg und betätigte sich als lutherischer Prediger. Bei einem Aufenthalt in Augsburg schloss er sich der radikalreformatorischen Täuferbewegung an und empfing die Gläubigentaufe. Einige Zeit leitete er eine Täufergemeinde, wohl in Linz. Anfang 1528 verließ er Oberösterreich. Er ging nach Nikolsburg in Mähren, wo er bei Leonhard von Liechtenstein, dem Herrn von Nikolsburg, eine Predigertätigkeit aufnahm. Leonhard war ein Förderer und Beschützer der Täuferbewegung.
Etwa Ende 1528 oder Anfang 1529 begab sich Bünderlin nach Straßburg. Dort stand er in Kontakt mit anderen Dissidenten, zu denen der schlesische Reformator Kaspar Schwenckfeld, der spiritualistische Schriftsteller Sebastian Franck, der Täufer Wilhelm Reublin und der Theologe Christian Entfelder zählten. In Straßburg wurde Bünderlin zweimal verhaftet. Am 16. März 1529 wurde er zusammen mit anderen Täufern verhört.
In den Jahren 1529 und 1530 publizierte Bünderlin in Straßburg vier Schriften, in denen er sein Gedankengut formulierte. Den Druck besorgte der für radikalreformatorische Ideen aufgeschlossene Balthasar Beck, der später auch Francks Chronica, Zeitbuch und Geschichtbibel herausbrachte. Wegen der Brisanz des Inhalts wurde auf die Angabe des Druckernamens verzichtet, nur anhand der Typen ist Becks Druckerei erkennbar. Die Auffassungen, die Bünderlin in seinen drei 1529 gedruckten Schriften vertrat, stimmen weitgehend mit der Täuferlehre überein, zumindest enthalten sie keine offene Kritik an ihr. In der vierten, 1530 veröffentlichten Schrift, welche die Taufe behandelt, verwarf er jedoch mit Entschiedenheit die Wassertaufe und entfernte sich damit vom Täufertum. Im Juli 1531 wurde eine seiner Schriften von den Straßburger Zensoren scharf verurteilt, nachdem er die Stadt bereits verlassen hatte.
Einige Zeit verbrachte Bünderlin 1529/1530 in Konstanz, dessen Reformator Johannes Zwick ihn zunächst wohlwollend aufnahm. Zwick konsultierte jedoch den Reformator Johannes Oekolampad, der am 3. Januar 1530 brieflich gegen Bünderlin Stellung nahm. Darauf verlor Bünderlin Zwicks Vertrauen und verließ die Stadt.
Im Jahr 1531 soll Bünderlin an der Auseinandersetzung zwischen lutherischen und spiritualistischen Reformatoren im Herzogtum Preußen teilgenommen haben, doch wird sein dortiger Aufenthalt in der Forschung bezweifelt. Jedenfalls erging am 16. August 1532 in Preußen eine herzogliche Verfügung, die ihm und anderen Täufern die Einreise untersagte.
Letztmals ist Bünderlin im Jahr 1539 quellenmäßig bezeugt. Damals befand er sich in Ulm, wo er Schwenckfeld in dessen Konflikt mit dem Lutheraner Martin Frecht erfolglos unterstützte. Unzutreffend ist somit die Angabe in älteren Nachschlagewerken, er sei im Mai 1533 hingerichtet worden. Sein weiteres Schicksal ist unbekannt.

## Lehre
Bünderlins Theologie ist stark von der Lehre des Dissidenten Hans Denck beeinflusst. In ihrer voll ausgebildeten Form stimmt sie weitgehend mit Sebastian Francks spiritualistischem Konzept überein. Alle Riten und Zeremonien, auch die Taufe, hält Bünderlin für unnötig zur Erlangung des Heils. Er meint, der göttliche Auftrag, Taufe und Abendmahl zu praktizieren, sei nur den Aposteln erteilt worden und mit deren Tod hinfällig geworden. Für eine Fortsetzung der Riten gebe es kein göttliches Mandat. Den äußerlichen Kult ersetzt Bünderlin durch eine innerliche Religionsausübung, die keiner äußeren Zeichen bedarf. Damit wird auch die Kirche als Institution überflüssig. Bünderlin relativiert die Bedeutung der biblischen Offenbarung, deren Wortlaut widerspruchsvoll sei; der Inhalt sei teilweise nicht buchstäblich aufzufassen, sondern könne nur durch symbolische Deutung erfasst werden. Der Zweck der Heiligen Schrift bestehe nur darin, den Leser in sein Inneres einzuführen, in das Gottesreich, das in ihm selbst sei. In sich selbst finde der Mensch das „innere Wort“ oder den inneren Christus. In dieser göttlichen Präsenz sieht Bünderlin die allein maßgebliche religiöse Instanz. Der historische Christus hat nach Bünderlins Verständnis den Menschen nur das bewusst gemacht, was schon in ihnen war. Seine Erlösungstat ist nicht als der historische Akt des Kreuzestods zu verstehen, sondern rein geistig aufzufassen: Es handelt sich um einen Prozess der Vergottung des Menschen, den dieser selbst mit freiem Willen vorantreibt. Der historische Christus hat auf die göttliche Fülle hingewiesen, die so wie in ihm in jedem Menschen angelegt ist und verwirklicht werden kann. Die Wunder, die er vollbrachte, gehören wie die Riten zu den äußeren Zeichen, die für das Heil unwesentlich sind. Der wahre Glaube beruht für Bünderlin nicht auf Bibelkenntnis und der Teilnahme an den Sakramenten, sondern darauf, dass sich der Mensch dem Willen Gottes ergibt, den er in seinem Herzen unmittelbar wahrnimmt. Aufgrund dieses Glaubensverständnisses tritt Bünderlin für Toleranz in Glaubensfragen ein.
Nach Bünderlins Lehre hat Gott aus sich selbst zuerst die Engel und dann die Menschen hervorgebracht. Gott ändert sich nicht und kennt keine Gemütsbewegungen. Sein Erlösungswille gilt allen Menschen, auch den Heiden, die vor Christi Zeit lebten, und den Katholiken, die im Papsttum gefangen sind und an Zeremonien wie der Messe teilnehmen, die aus Bünderlins Sicht gotteslästerlich sind. Daher können Menschen, denen das Evangelium nie gepredigt wurde, ebenso wie Angehörige der verschiedenen christlichen Gemeinschaften das Heil erlangen.

## Rezeption
Sebastian Franck äußerte sich voll Bewunderung über Bünderlin. Er übersandte 1531 seinem Gesinnungsgenossen Johannes Campanus eine Schrift Bünderlins mit einem Brief, in dem er den Autor lobte: Dieser sei ein der Welt abgestorbener Mensch, ein verständiger Gelehrter und gewaltiger Bibelausleger, der den Irrtum der buchstabengläubigen „Schriftgelehrten“, insbesondere Luthers, erkannt habe.
Mit seiner Forderung, auf alle Zeremonien und Gemeindestrukturen zu verzichten, trennte sich Bünderlin von der Täuferbewegung. Bei den Täufern stieß er auf energischen Widerspruch. Pilgram Marpeck, ein Wortführer der Täufer, profilierte sich als Widersacher des zeremonienlosen und unorganisierten Christentums. Er sah in Bünderlin einen Verführer und Zerstörer des Täufertums.

## Ausgaben und Übersetzungen
- Ein gemeyne berechnung uber der heyligen schrifft innhalt in derselben natürlichen verstand. Straßburg 1529. Digitalisat
- Ausz was ursach sich Gott in die nyder gelassen unn in Christo vermenschet ist. Straßburg 1529
- Claude R. Foster, Wilhelm Jerosch (Übersetzer): The Reason Why God Descended and Became Man in Christ, through Whom, and How, He Atoned for and Restored Man’s Fall and Man Himself through the Messiah Whom He Sent. By Johannes Bünderlin of Linz. In: The Mennonite Quarterly Review 42, 1968, S. 260–284 (englische Übersetzung)
- Ein gemayne einlayttung in den aygentlichen verstand Mosi und der Propheten. Straßburg 1529
- Erklerung durch vergleichung der Biblischen geschrifft, das der wassertauff sampt andern eüsserlichen gebreüchen, in der Apostolischen kirchen geübet, on Gottes befelch und zeügniss der gschrifft von etlichen diser zeit wider efert wirt. [Straßburg] 1530. Digitalisat